# Chūnichi Dragons
Die Chūnichi Dragons (japanisch 中日ドラゴンズ, chūnichi doragonzu) sind eine japanische Baseball-Profimannschaft. Sie spielen in der Central League und konnten bisher zweimal, 1954 und 2007, die japanische Meisterschaft Nippon Series gewinnen. Heimat der Dragons ist Nagoya, ihre Heimspiele tragen sie im Nagoya Dome aus.
Eigentümer und Namensgeber der Dragons ist die Chūnichi Shimbun, eine landesweit erscheinende Zeitung aus Nagoya und Herausgeber von Chūnichi Sports und Tōkyō Sports. Manager der Mannschaft ist der ehemalige Spielerstar Hiromitsu Ochiai.

## Geschichte
Das Team wurde 1936 von der Shin Aichi Shimbun, einer der zwei Vorläufer der Chūnichi Shimbun, als Nagoya-Gun (名古屋軍) gegründet und konkurrierte in der gerade errichteten japanischen Baseballliga unter anderem mit den Giants aus Tōkyō und dem Lokalrivalen Nagoya-Kinko-Gun (名古屋金鯱軍). Ausländischer Star der Mannschaft war in dieser Zeit „Bucky“ Harris McGalliard. Ihre beste Platzierung erreichten sie 1943, als sie Zweite hinter den Giants wurden. Nach mehreren Umbenennungen (1944: Sangyō-gun; 1946: Chūbu-Nippon-gun; 1947: Chūbu Nippon Dragons) hieß die Mannschaft von 1947 bis 1950 Chūnichi Dragons. Von 1951 bis 1953 spielte sie als Nagoya Dragons und ab 1954 wieder als Chūnichi Dragons.
Seit Errichtung der heutigen Ligastruktur 1949 konnten die Dragons insgesamt neun Saisons als Erste der Central League beenden (1954, 1974, 1982, 1988, 1999, 2004, 2006, 2010, 2011). Aber nur zweimal gelang ihnen der Meistertitel mit dem Sieg der Nippon Series: 1954 schlugen sie die Nishitetsu Lions, den Saisonbesten der Pacific League; und 2007, als sie erst über die Playoffs, die neu geschaffene Climax Series, das Finale erreichten, gewannen sie 4-1 gegen die Hokkaidō Nippon Ham Fighters. Im entscheidenden fünften Spiel gegen den persisch-japanischen Star-Pitcher Yū Darvish entschieden die Dragons die Meisterschaft mit einem Perfect Game (Endstand: 1-0).
2007 gewannen die Dragons auch den zwischen den Meistern aus China, Japan, Korea und Taiwan ausgetragenen Konami Cup.
Seit ihrer Gründung 1936 erreichten die Dragons bis einschließlich 2010 eine Siegquote von .519 (mit 4691 Siegen und 4344 Niederlagen bei 301 Unentschieden).

## Stadion
Heimstadion der Dragons ist der 1997 fertiggestellte Nagoya Dome, der Platz für rund 40.000 Zuschauer bietet.

## Galerie

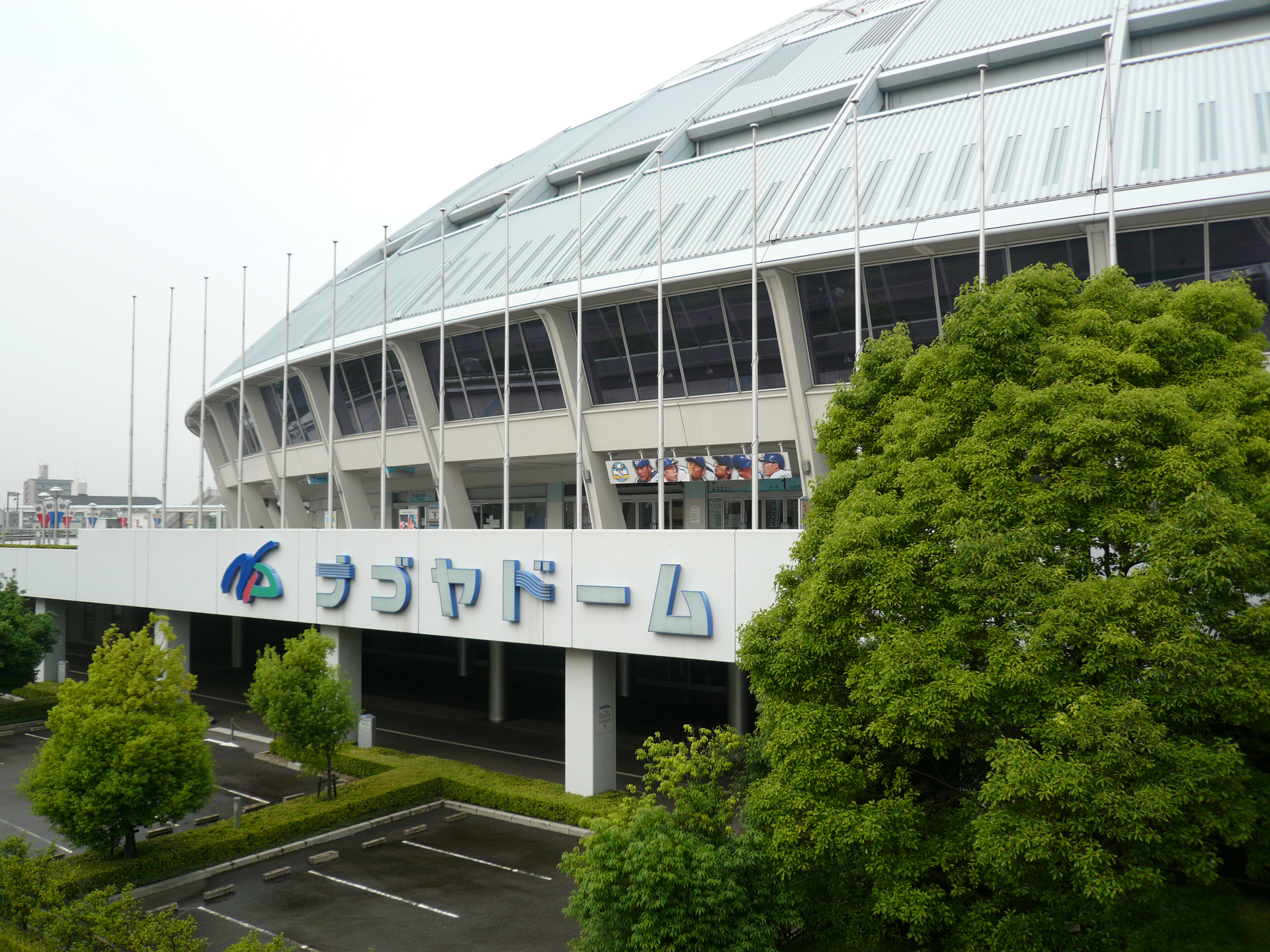
Der Nagoya Dome im Higashi-ku in Nagoya.
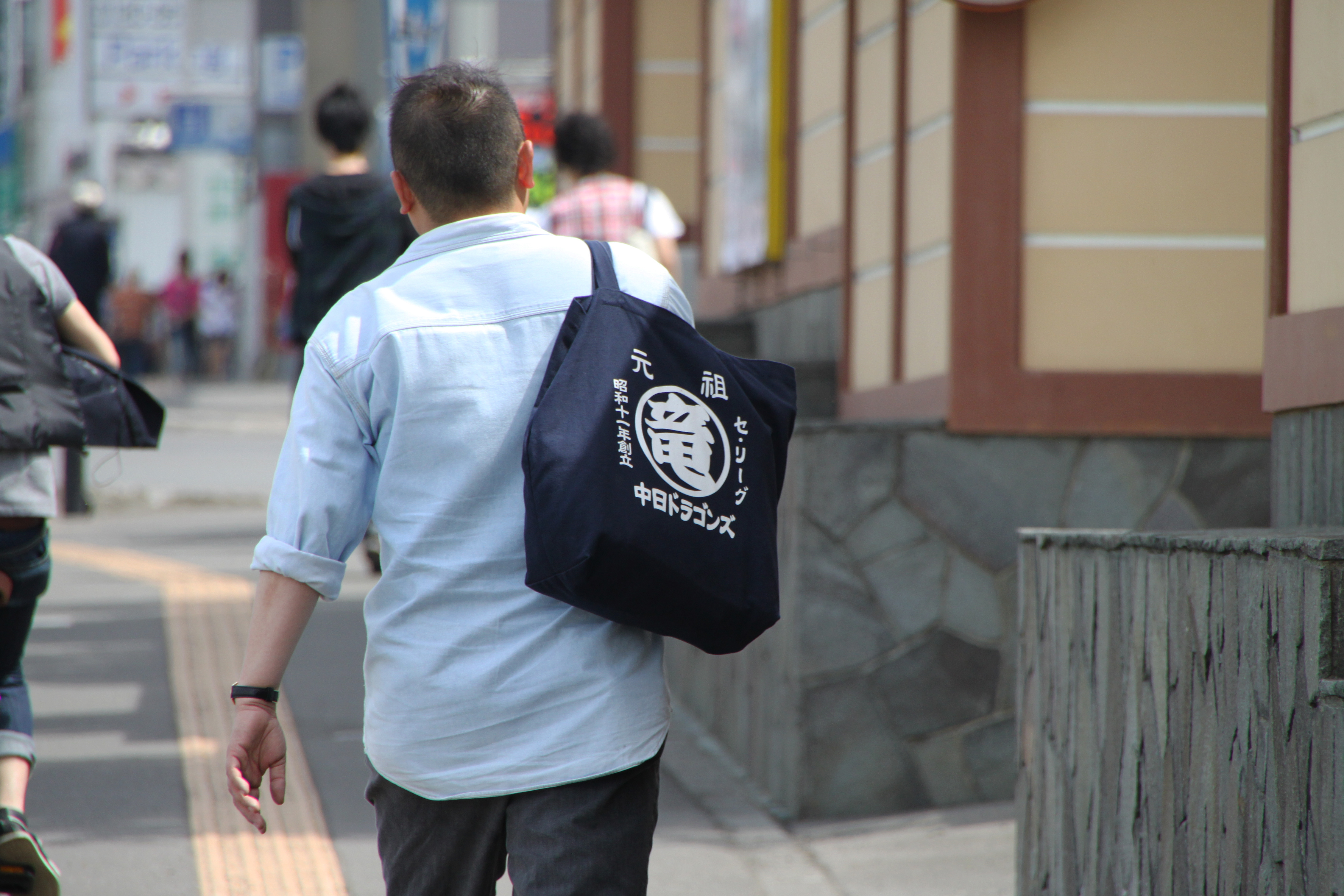
Dragons-Merchandise in der Stadt.
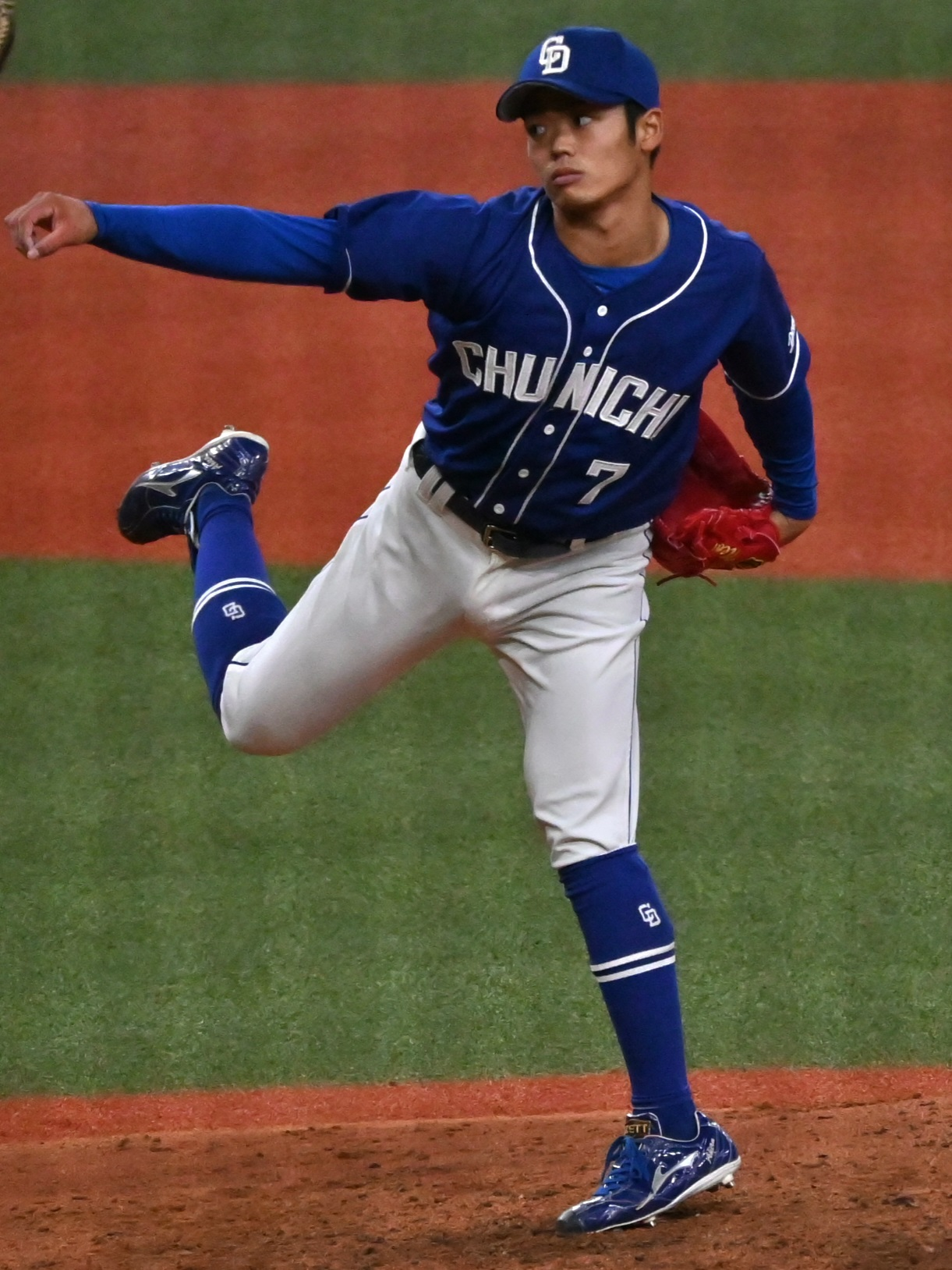
Akira Neo auf dem Mound.
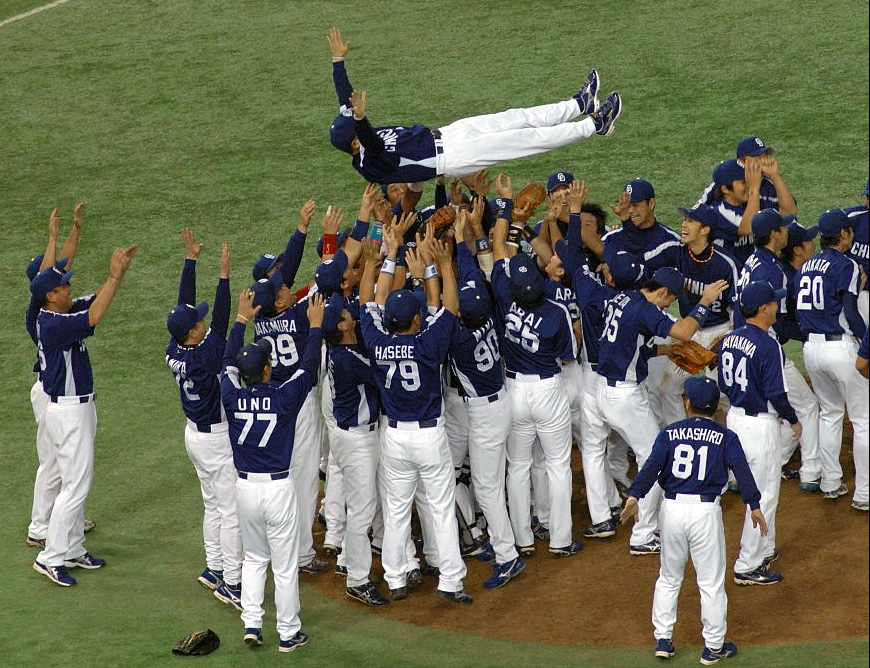
Die Dragons feiern ihren Manager nach dem Sieg im internationalen Konami Cup.
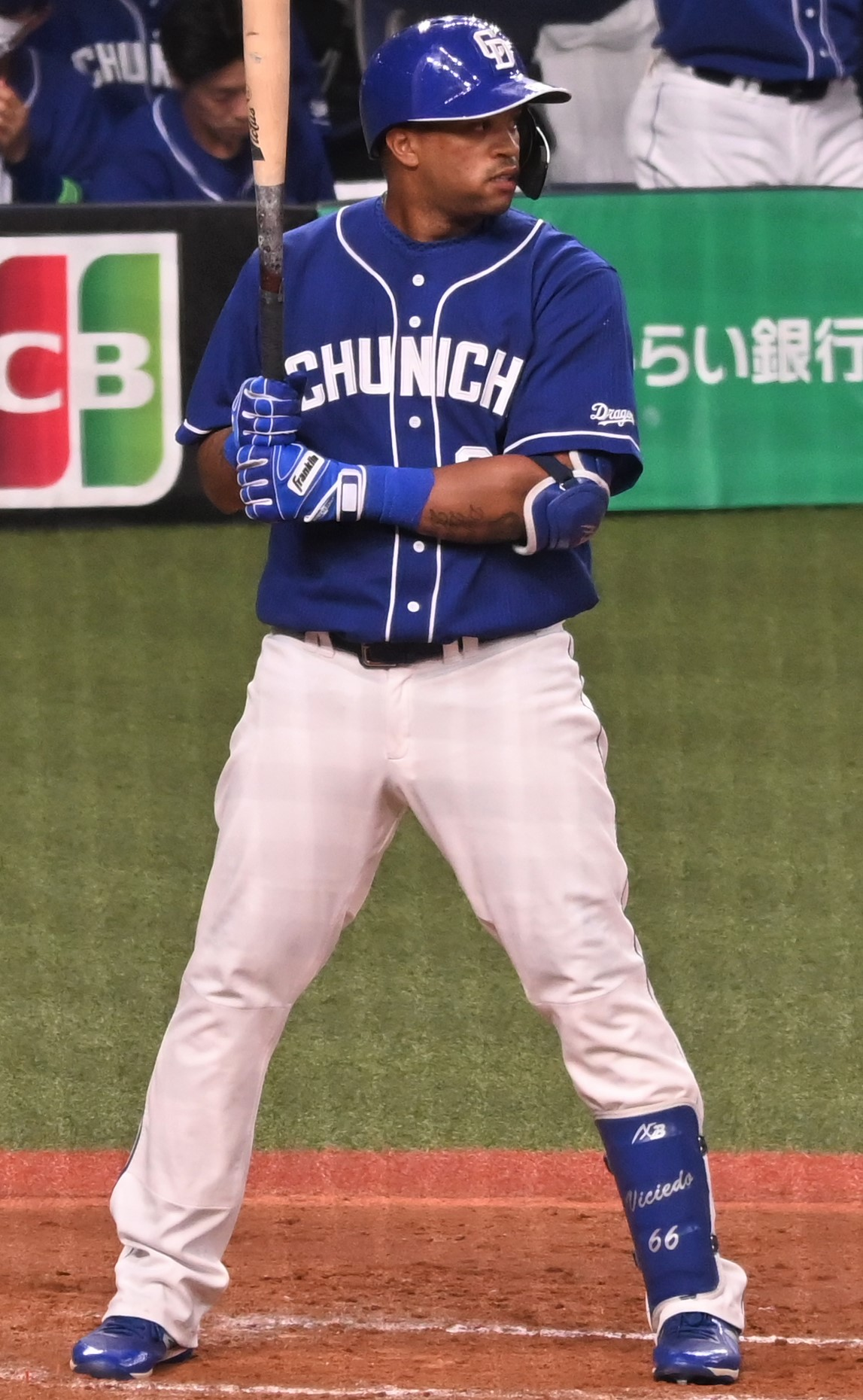
Dayán Viciedo in der Batter’s box.
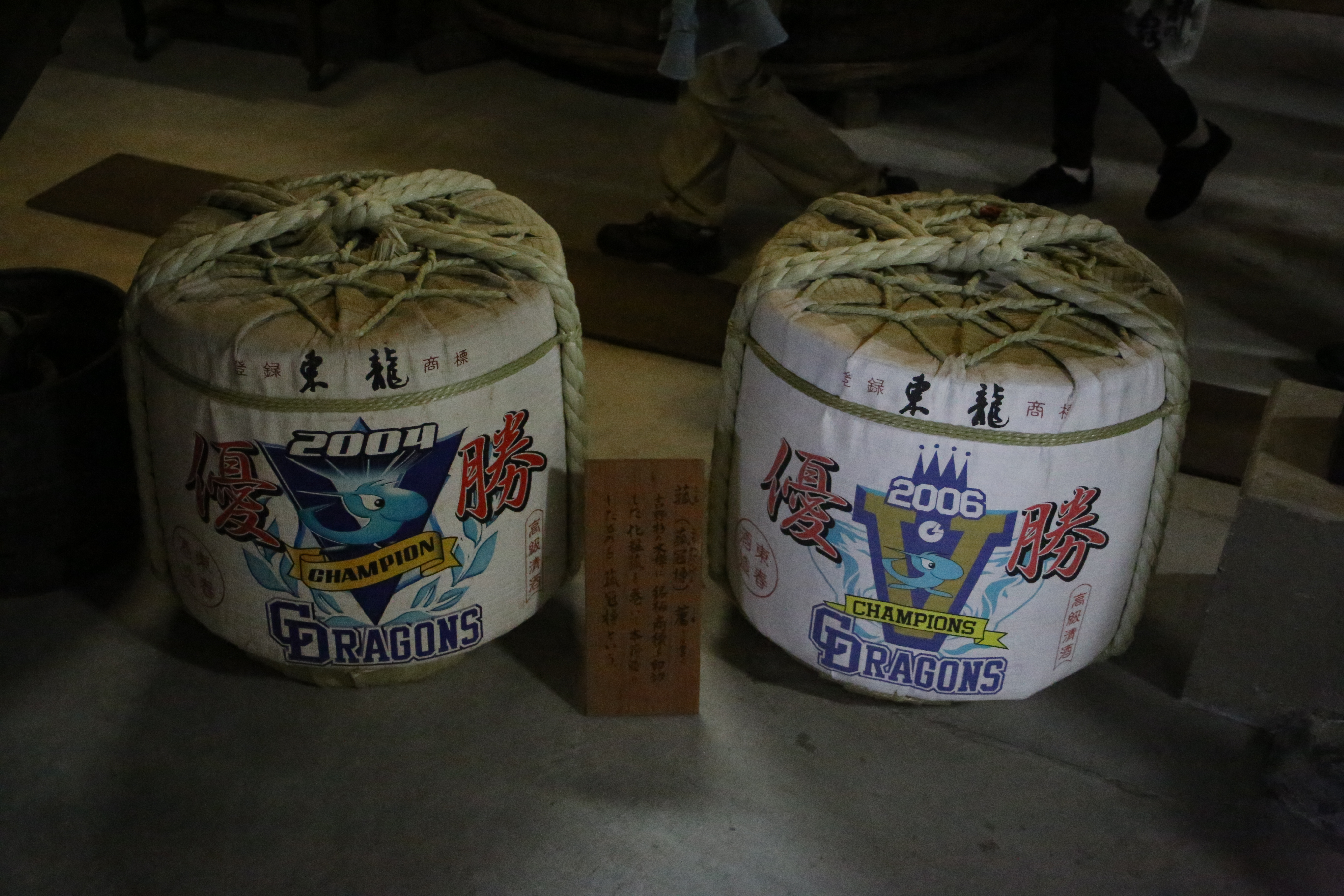
Feierliche Sake-Fässer im Dragons-Design.